# Дикань Андрій Олександрович
Андрі́й Олекса́ндрович Дика́нь (нар. 16 липня 1977, Харків) — колишній український футболіст, воротар. Відомий, зокрема, виступами за російські клуби «Кубань», «Спартак» (Москва), «Краснодар», а також національну збірну України.

## Клубна кар'єра
Вихованець футбольної школи харківського «Металіста». Не зміг пробитися до головної команди рідного клубу та розпочав професійну кар'єру у другій лізі чемпіонату України виступами у складі команди «Авангард-Індустрія» з Ровеньок.
1999 року переїхав до Росії, де виступав за хабаровську команду «СКА-Енергія» спочатку у другому, а з 2001 року — у першому дивізіоні чемпіонату Росії. 2001 року мав пропозиції перейти до вищолігового московського «Локомотива» та казанського «Рубіна», однак вирішив лишитися у Хабаровську. Пізніше, у 2004 перейшов до краснодарської «Кубані». 2007 року через хворобу пропустив частину чемпіонату, а повернувшись до лав краснодарської команди, не зміг відновити своє місце в основі і повернувся до України, уклавши річний контракт з сімферопольською «Таврією».
У складі «Таврії» став основним воротарем, відігравши протягом весняної частини сезону 2007–2008 та осінньої частини сезону 2008–2009 загалом 24 матчі в основі команди.
По завершенні 2008 року не став продовжувати контракт з кримським клубом, оскільки вже мав пропозицію від головного тренера грозненського «Терека» В'ячеслава Грозного приєднатися до його клубу. Перейшов до «Терека» на початку 2009 року в ролі вільного агента, поступово став одним з лідерів команди.
Наприкінці серпня 2010 року перейшов до складу московського «Спартака», а вже 11 вересня дебютував у складі нової команди у грі проти «Сатурна» (перемога 2:1).
16 червня 2014 Андрій Дикань на правах вільного агента став гравцем «Краснодара», уклавши угоду на два роки.

## Виступи за збірну
Впевнена гра Диканя у воротах «Терека» привернула увагу головного тренера збірної України Мирона Маркевича, який наприкінці квітня 2010 року викликав гравця для участі у зборах національної команди перед товариськими зустрічами у травні 2010 року.
2 червня 2010 року 32-річний воротар провів свій перший матч у складі збірної України, відстоявши «на нуль» у товариській зустрічі проти національної команди Норвегії (перемога 1:0).

## Тренерська кар'єра
Після закінчення кар'єри гравця, у 2020 році був призначений тренером воротарів футбольного клубу «Метал», який улітку 2021 року було перейменовано на «Металіст».